# 9 أم 120 آتاكا
9 أم 120 آتاكا هو من الصواريخ المضاد للدبابات الموجهة (ATGM) سوفيتية المنشأ. ولقب تعريف الناتو الصاروخ 9M120

## المشغلون

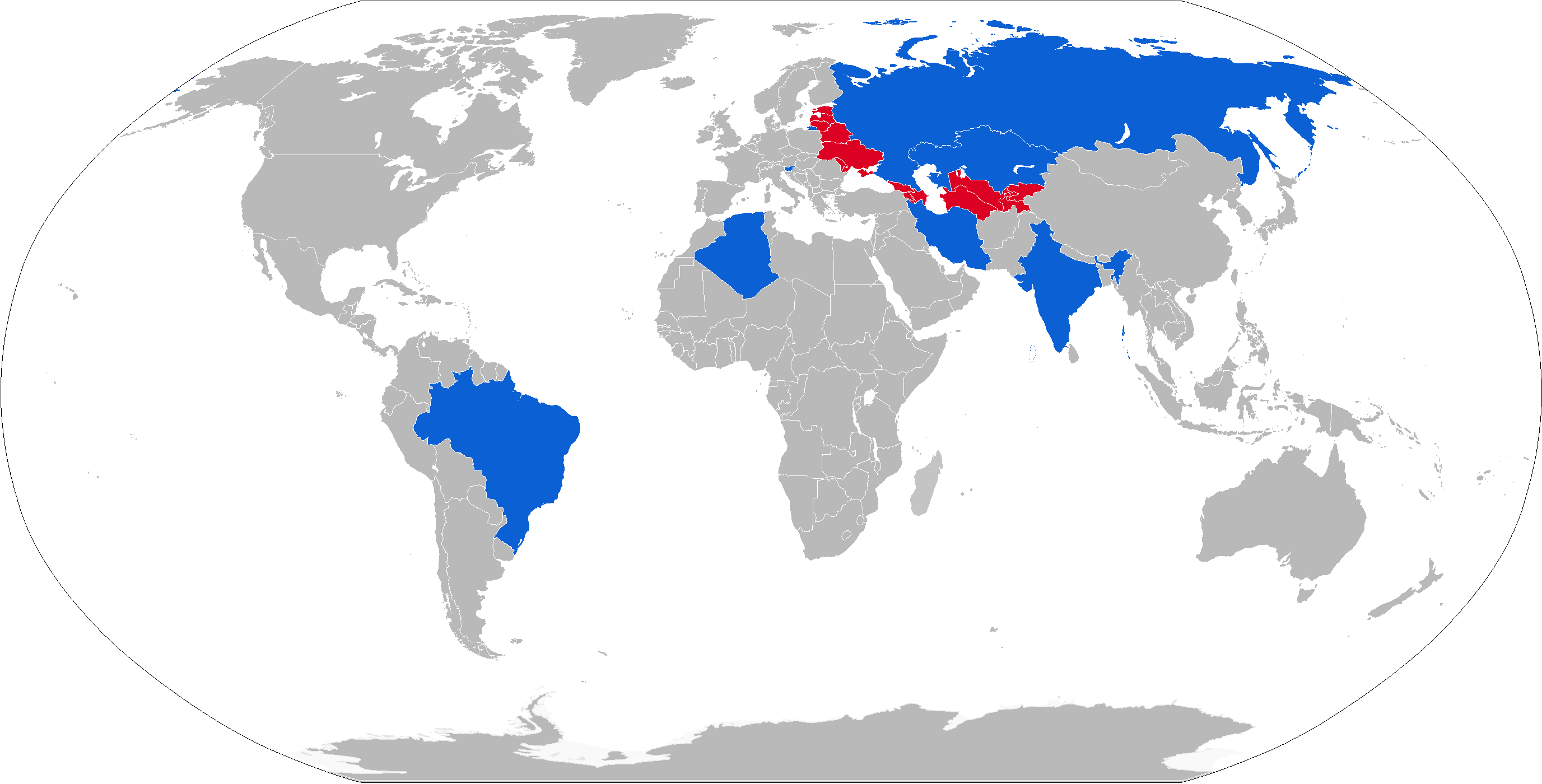
الدولة المشغلة

### الحاليون
- مصر
  - القوات الجوية المصرية، تستخدم في طائرات ميل مي-24 وكاموف كا-50.
- الجزائر
  - القوات الجوية الجزائرية: تستخدم في ميل مي-24 (Mi-24MKIII)،[3] ميل مي-17،[4] ميل مي-28.[5]
  - القوات البرية الجزائرية: تستخدم في تيرمينيتر.
- بيلاروس
  - القوات المسلحة البيلاروسية.[6][7]
- البرازيل
  - القوات الجوية البرازيلية: يستخدم في طائرات ميل مي-35.
- الهند
  - القوات الجوية الهندية: يستخدم في طائرات ميل مي-35.[8]
- إندونيسيا
- إيران.[9]
- كازاخستان.[10]
- روسيا
- صربيا
- سلوفينيا.[9]
- فنزويلا

### محتملون
- كوريا الشمالية.[11]

### سابقون
- الاتحاد السوفيتي

### موضوعات أخرى ذات صلة
- جي آر إيه يو GRAU - إدارة الصواريخ والمدفعية الروسية